# Kader Sevinç
Kader Sevinç és una poetessa turca i representant del partit CHP de Turquia a la UE, a Brussel·les.
Passà la seva infància a Gaziantep, Samsun, Kayseri, Nevşehir i Foça, İzmir a causa dels càrrecs dels seus pares. Inicià els seus estudis a Samsun, una ciutat de la Regió de la Mar Negra. És graduada de la Universitat Mediterrània a Antalya i es presentà com candidata a diputada a les eleccions per a la Gran Assemblea Nacional turca d'Antalya, sense ser escollida.
El seu llibre de poesia Kırık Ülke (País trencat) es publicà el 2014.